# HAWAIIAN TIME
『HAWAIIAN TIME』は、エフエム北海道で放送されている、ラジオ番組。